# Michael (miasto)
Michael (język manx Mael) – miasto na zachodnim wybrzeżu wyspy Man, w którym żyje ok. 1500 mieszkańców (2006).

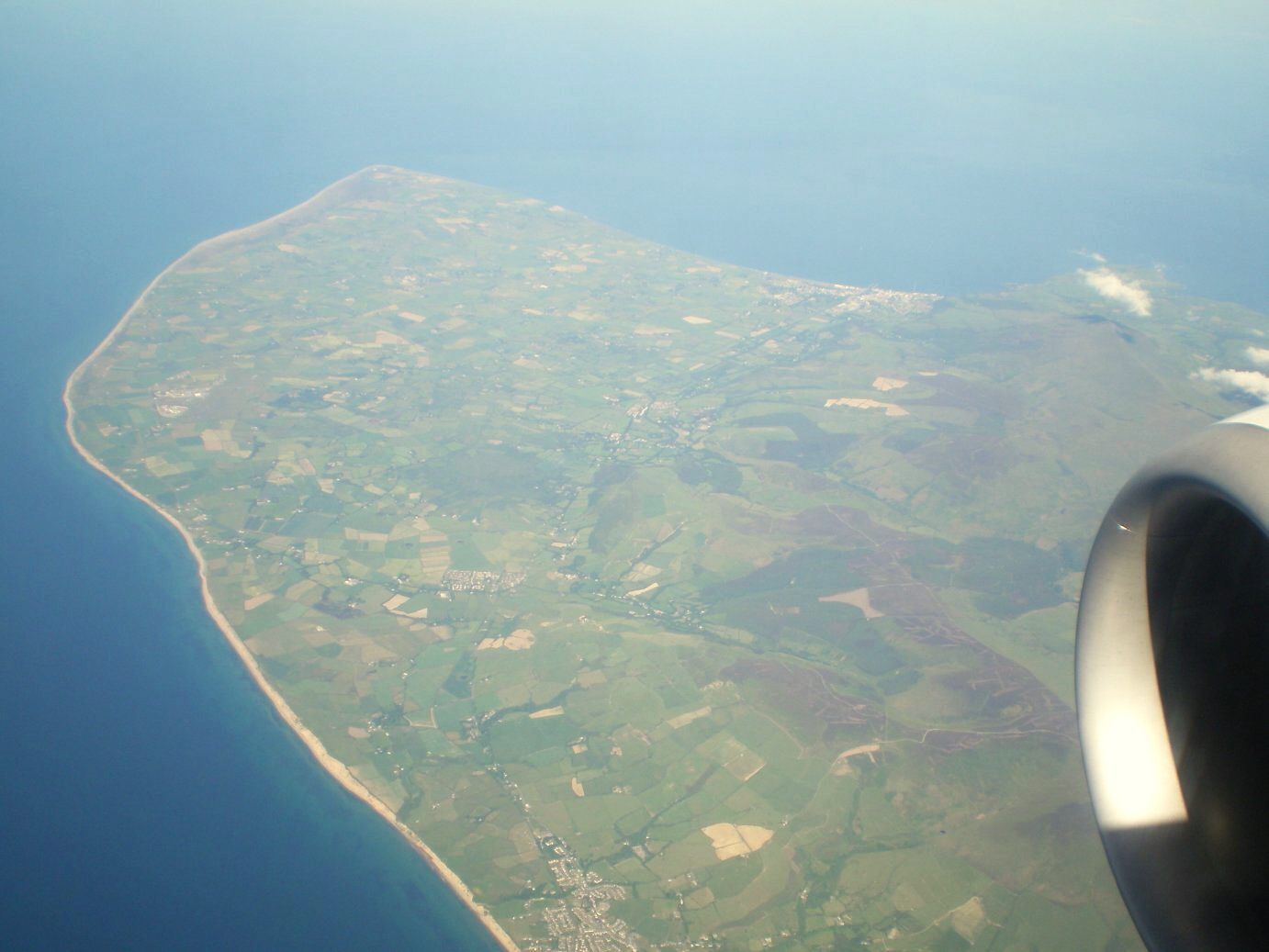
Widok na północny fragment Wyspy Man z wysokości 8000 m. Na dole fotografii widoczne miasto Kirk Michael.